# Hyalinarcha
Hyalinarcha és un gènere d'arnes de la família Crambidae.

## Taxonomia
- Hyalinarcha hyalina (Hampson, 1913)
- Hyalinarcha hyalinalis (Hampson, 1896)